# Serranus africanus
Serranus africanus är en fiskart som först beskrevs av Cadenat, 1960.  Serranus africanus ingår i släktet Serranus och familjen havsabborrfiskar. Inga underarter finns listade i Catalogue of Life.